# Advanced Planning and Scheduling
Advanced Planning and Scheduling-Systeme (APS-Systeme) werden in der Produktionswirtschaft zur Unterstützung der Planungsfunktionen nach MRP-II-Methode, also beispielsweise die zurzeit üblichen ERP-Systeme und viele PPS-Systeme, eingesetzt. Üblicherweise zielen die Systeme auf die Lösung des Durchlaufzeitsyndroms. Eine allgemein anerkannte und exakte Definition, zum Beispiel durch die American Production and Inventory Control Society APICS oder den REFA-Verband, existiert zurzeit nicht.

## Finite Capacity Scheduling
Finite Capacity Scheduling (FCS) Module sind APS-Module zur simultanen Planung von Ressourcen (Material, Maschinen, Personal und Werkzeugen) und zur Berechnung von Produktionsstartterminen.
Im Gegensatz zu FCS steht MRP II, welche in einer Rückwärtsterminierung den Startzeitpunkt für Fertigungsaufträge aus Primär- und Sekundärbedarfen berechnet. Dieser Berechnung liegt eine feste Durchlaufzeit zugrunde, das heißt die Zeit zur Herstellung einer Komponente wird immer als gleich angenommen, unabhängig davon
- wie groß die Auftragsmenge
- wie hoch die Kapazitätsauslastung
- welche Produktionsmittel in welcher Reihenfolge (Arbeitsplan) eingesetzt werden müssen

Daraus ergibt sich ein stark verzerrtes Bild der voraussichtlichen Fertigstellungstermine, das nicht durch Veränderung der Planparameter korrigiert werden kann.
FCS-Systeme (-Module) setzen an dieser Stelle ein. Sie berechnen die voraussichtliche Auftragszeit aus Planzeiten für das Rüsten und die Produktion, untersuchen, ob Produktionskapazitäten verfügbar sind, und erstellen einen Plan für die Startzeiten der Einzelaufträge.
Eingesetzt werden dabei Optimierungsverfahren (Constraintprogrammierung, Evolutionäre Algorithmen), um verbesserte Pläne aufzustellen. Die Berechnung erfolgt üblicherweise iterativ, das heißt, es wird ein Auftrag verplant, dann der nächste, … bis sich die „Plantafel“ langsam füllt. Die Berechnungen beim Hinzufügen eines Auftrages sind vergleichsweise schnell. Eine Neuberechnung der gesamten Plantafel kann je nach eingesetzten Prioritätenregeln, Begrenzungen, Planregeln usw. erhebliche Zeit erfordern.
Hohe Anforderungen an ein FCS-System stellen sich bei variantenreicher Einzel- und Kleinserienfertigung. Insbesondere der Maschinenbau hat bei hoher Teilevielfalt und mittleren und kleinen Losgrößen häufig mit Fehlteilsituationen in den Montagen und einer unbefriedigenden Termintreue zu kämpfen. Das größte Problem ist die Varianz der berechneten Auftragszeiten. Schwankt diese um nur 5 % je Auftrag, so sinkt die Aussagewahrscheinlichkeit schon nach dem vierzehnten Auftrag unter 50 %, so dass für den nachfolgenden Auftrag ebenso gut eine Münze geworfen werden kann.
Hier müssen geeignete FCS-Systeme über leistungsfähige Synchronisations- und Koordinationseigenschaften verfügen, was wiederum einen hohen Anspruch an die eingesetzten Optimierungsalgorithmen erfordert und gleichzeitig einen hohen Aufwand für die Datenerfassung bedeuten. Nur wenige FCS-Systeme leisten dann noch einen simultanen Abgleich der Materialverfügbarkeit.

## Weitere APS-Systeme
Weitere Software-Module sind für andere Bereiche der ERP-Planungen erhältlich. So gibt es regelbasierte Systeme für Prognosen (Forecasting), Available-to-promise (ATP ~ Verfügbarkeitsvoraussagen), Capable-to-promise (CTP ~ Lieferfähigkeitsprognose), Distributionsplanung (Laderaumplanung, Transportzeit etc.), Bedarfssteuerung, Lagersteuerung (Einlagerung, Entnahme-, usw. mit optimierten Weg/Zeit-Charakteristik) und so ziemlich jeden anderen Bereich der Lieferkette.

## Kritik
APS-Systeme sind ein Versuch, aus mathematischen Modellen mit verfeinerten Daten eine exaktere Vorhersage der Zukunft zu erreichen. Die berechneten Ergebnisse beruhen auf Annahmen, beispielsweise einer „mittleren Fertigungszeit je Teil“, die bei verändertem Rohmaterial, je nach Maschinenzustand, Fertigungstemperatur usw. veränderlich sind. Häufig werden die Mengen bei weitem nicht erreicht, bei denen sich ein statistischer Ausgleich ergeben würde. Oft reduzieren APS-Systeme den Abstand Plan zu Soll, schließen die Lücke aber nicht vollständig.
Alternativ-Verfahren, zum Beispiel JIT, reduzieren den Planbedarf durch systematische Kontrolle der Produktionsumwelt, erreichen langfristig aber auch nur eine teilweise Lösung der Probleme der Werkstattsteuerung.
Gegenüber der klassischen MRP-II Berechnung bieten FCS Systeme Vorteile, die mit dem Pflege- und Beschaffungsaufwand für die Daten usw. bezahlt werden. Bislang zeigt sich aber auch, dass Menschen in der Planung so unverzichtbar sind wie vor der Einführung von APS.